# Paşadüzü
Paşadüzü ist ein Dorf (Köy) im Landkreis Ovacık der türkischen Provinz Tunceli. Im Jahre 2011 lebten in Paşadüzü 93 Menschen.